# Antonín Koláček
Antonín Koláček (roku 2018 přejmenovaný na Antonio Koláček, * 7. srpna 1959, Přílepy) je český manažer a podnikatel pravomocně odsouzený švýcarským soudem za podvod, praní špinavých peněz a porušování povinnosti při správě cizího majetku v souvislosti s privatizací Mostecké uhelné společnosti (MUS). Český soud jej v roce 2023 odsoudil nepravomocně. Působil také jako předseda představenstva nástupnické firmy Czech Coal a.s. Je příznivec a popularizátor buddhistického vyznání.
V minulosti působil jako vrcholový manažer v Komerční bance a v Mostecké uhelné společnosti. V souvislosti s privatizací Mostecké uhelné společnosti (MUS) byl v roce 2013 švýcarským soudem odsouzený za podvod, praní špinavých peněz a porušování povinnosti při správě cizího majetku. Kromě toho je příznivcem buddhistického způsobu života. Zabývá se sebepoznávacími technikami, semináři a šamanismem.

## Biografie
Vystudoval Vysokou školu chemicko-technologickou v Praze. V průběhu studií byl předsedou celoškolské organizace SSM a aktivním členem KSČ. V letech 1983–1990 pracoval na ekonomickém úseku ředitelství pražských Čokoládoven. Krátce po roce 1989 přijal nabídku Komerční banky a stal se jejím vrchním ředitelem pro oblast řízení poboček, vzdělávání a personalistiky. 
V roce 1993 založil s Bohuslavou Šenkýřovou Bankovní akademii, a.s., kterou v roce 1999 rozšířili o Vysokou školu finanční a správní. V roce 1994 stál spolu s Petrem Krausem u vzniku společnosti Newton Financial Management Group, která se zanedlouho poté stala významným obchodníkem s cennými papíry. 
V roce 1995 ho Komerční banka jako významný akcionář prosadila do představenstva MUS. V letech 1993 až 2001 zároveň působil jako člen dozorčí rady Komerční banky. Stal se nejvlivnějším manažerem MUS a také generálním ředitelem Appian Group, která MUS ovládla. V roce 2005 spolu s Lubošem Měkotou, Petrem Pudilem a Vasilem Bobelou se stali majiteli Mostecké uhelné společnosti, kterou následně prodali Pavlu Tykačovi. Média odhadují výši jeho majetku na 8 až 9 miliard korun.
V roce 2005 založil v Praze společnost Maitrea, která podporuje osobní rozvoj lidí.

### Vliv a aktivity
V prosinci 1999 se stal na pět let předsedou správní rady nově založené Vysoké školy finanční a správní. Antonín Koláček působil kromě MUS a VŠFS rovněž v Regionální rozvojové agentuře Ústeckého kraje a v Bankovní akademii. Po prodeji svého podílu v MUS Pavlu Tykačovi však z byznysu odešel.

## Kauza Mostecká uhelná

### Trestní stíhání v České republice
Antonín Koláček čelí již víc než 20 let opakovanému vyšetřování ze strany české justice a policie v souvislosti s privatizací Mostecké uhelné společnosti. Celá kauza byla třikrát odložena, pokaždé s konstatováním, že se žádný trestný čin nestal, ale vždy byla opět po čase znovu otevřena. 
V červnu 2023 jej městský soud v Praze nepravomocně odsoudil za to, že podvodem způsobili škodu České republice ve výši minimálně 2,37 miliardy korun. Antonio Koláčkovi uložil trest ve výši 7,5 roku vězení a propadnutí několika set milionů korun z bankovních účtů. Antonio Koláček se k soudu dostavil ve fraku, s bílým cylindrem, bílým motýlkem a černobílou hůlkou. Na místě se proti verdiktu soudu odvolal.

### Odsouzení pro podvod ve Švýcarsku
Prokuratura ve Švýcarsku jej v této kauze obžalovala spolu s pěti dalšími osobami a v říjnu 2013 jej Spolkový trestní soud v Bellinzoně uznal vinným z podvodu, praní špinavých peněz a porušování povinnosti při správě cizího majetku. Za to byl odsouzen k trestu 52 měsíců odnětí svobody. V prosinci 2017 švýcarská nejvyšší soudní instance odmítla jeho odvolání.
Do švýcarského vězení nenastoupil. Jak prohlásil: „I moje tělo nějakou dobu říkalo, že si potřebuje odpočinout, už jsem tam chtěl nastoupit. Ale duše mě tam nepustila. Pokud bych neprošel touto očistou, procesem až do konce, bylo by to špatně.“

### Koláčkova tvrzení o pozadí kauzy
Krátce po vyhlášení rozsudku prohlásil, že někteří členové vlády Miloše Zemana v roce 1999 údajně věděli, že za privatizací MUS stojí mimo jiné také její management, ačkoli oficiálně byla společnost APPIAN GROUP prezentována jako skupina zastupující americké investory. Koláček také tvrdí, že ve Švýcarsku jsou ukryty peníze i z dalších privatizací v České republice.